# Maria Noichl
 (août 2024).
Si vous disposez d'ouvrages ou d'articles de référence ou si vous connaissez des sites web de qualité traitant du thème abordé ici, merci de compléter l'article en donnant les références utiles à sa vérifiabilité et en les liant à la section « Notes et références ».
Maria Noichl, née le 9 janvier 1967 à Rosenheim, est une femme politique allemande, membre du  Parti social-démocrate d'Allemagne (SPD).

## Biographie
De 2008 à 2013, Maria Noichl est députée au Landtag de Bavière. Elle est élue en 2014 au Parlement européen, réélue en 2019 et en 2024.